# Angie Martinez
Angela "Angie" Martínez (El Bronx, Nueva York, 9 de enero de 1971) es una rapera puertorriqueña-estadounidense. Se hizo un nombre dentro de la industria gracias a las labores de DJ que hacía para la radio de Nueva York Hot 97. Ella debutó como MC en el remix de Lil' Kim, el éxito "Not Tonite" de la banda sonora de Nothing To Lose (1997). A comienzos de 2000, Martínez apareció en el sencillo "Fight Music" de D12, sacando poco después su álbum de debut, Up Close and Personal, cuyo primer sencillo fue "Dem Thangs". El álbum y el sencillo fueron un desastre.
Su álbum posterior fue titulado Animal House, donde estaba el tema "If I Could Go!" Junto a Sacario y Lil’Mo y que formaba parte de la banda sonora del videojuego NBA Live 2003. Angie también ha aparecido en la gran pantalla en películas como "Paper Soldiers", "Brown Sugar," y "State Property 2".
A finales de 2002 participó un par de días como jurado en la 2ª edición de American Idol, en la FOX.
En 2003 fue madre por primera vez, teniendo a Niko, junto con Nokio, cantante de Dru Hill, grupo de R&B.

## Discografía
- Up Close and Personal 2000
- Animal House 2002